# (38309) 1999 RP103
1999 RP103 (asteroide 38309) é um asteroide da cintura principal. Possui uma excentricidade de 0.03189680 e uma inclinação de 12.99148º.
Este asteroide foi descoberto no dia 8 de setembro de 1999 por LINEAR em Socorro.